# Ālkalleh
Ālkalleh (persiska: Āl Kaleh, آلکله) är en ort i Iran.   Den ligger i provinsen Mazandaran, i den norra delen av landet, 130 km norr om huvudstaden Teheran. Antalet invånare är 654.
Terrängen runt Ālkalleh är platt åt nordost, men åt sydväst är den kuperad. Runt Ālkalleh är det ganska tätbefolkat, med 116 invånare per kvadratkilometer. Närmaste större samhälle är Tonekābon, 9,9 km nordväst om Ālkalleh. 